# Fenny Heemskerk
Fenny Heemskerk est une joueuse d'échecs néerlandaise née le 3 décembre 1919 à Amsterdam et morte le 8 juin 2007 à Amersfoort. Dix fois championne des Pays-Bas de 1937 à 1961, elle fut une des dix meilleures joueuses mondiales des années 1940 et 1950 et reçut le titre de maître international féminin à sa création et celui de grand maître international féminin à sa création en 1977.

## Championnats du monde
Fenny Heemskerk participa au premier championnat du monde d'après-guerre en 1950 et finit huitième parmi les seize participantes avec 8 points sur 15.
En 1952, elle finit à la deuxième place ex æquo du tournoi des candidates (tournoi de sélection pour le championnat du monde féminin de 1953).
En 1955, elle fut neuvième sur les vingt joueuses du tournoi des candidates. En 1961, elle finit à l'avant-dernière place, puis, en 1969, treizième sur les dix-huit joueuses.

## Olympiades féminines
Fenny Heemskerk a représenté les Pays-Bas lors des quatre premières olympiades féminines.
- En 1957, elle dut se retirer de la compétition, à la suite de la mort de son père.
- En 1960, elle marqua 5,5 points sur 9 au deuxième échiquier.
- En 1966, elle marqua 4,5 points sur 8 comme remplaçante.
- En 1969, elle ne marqua que 1 point sur 4.